# Conus coccineus
Conus coccineus е вид охлюв от семейство Conidae. Видът не е застрашен от изчезване.

## Разпространение и местообитание
Разпространен е в Австралия (Куинсланд), Вануату, Индонезия (Малуку и Папуа), Нова Каледония, Папуа Нова Гвинея, Соломонови острови и Филипини.
Обитава морета и рифове. Среща се на дълбочина от 62 до 75 m, при температура на водата от 23,6 до 24,4 °C и соленост 35,4 – 35,5 ‰.